# José Ildefonso de Machain
José Ildefonso de Machain (Asunción, 1778-1849) fue un militar paraguayo que participó en la Guerra de la Independencia Española y, como segundo de Manuel Belgrano, en la expedición militar que las Provincias del Río de la Plata enviaron contra la provincia del Paraguay. Cayó prisionero en la batalla de Tacuarí, librada el 9 de marzo de 1811.

## Biografía
José Ildefonso de Machain nació en Asunción en 1778. Su padres fueron Juan de Machain Latiegui y Josefa Petrona Cálcena y Echeverría Aguiar. Estudió en el Real Colegio de San Carlos de Buenos Aires entre los años 1790 y 1794. Siguió la carrera militar y para perfeccionarse partió a España. Allí se incorporó a la cuarta compañía de "caballeros americanos" o españoles nacidos en América creada en 1793. Esta compañía conformaba las Guardias de Corps que eran un cuerpo real creado por el rey Carlos IV de España. No pertenecían al arma de Caballería y se regían por sus propias ordenanzas.
Intervino en el movimiento que ocasionó la caída y prisión de Manuel Godoy, en el Motín de Aranjuez y en su custodia en el castillo de Villaviciosa de Odón en Madrid.
Participó con su compañía en la Guerra de la Independencia Española contra las fuerzas invasoras de Napoleón Bonaparte, en la Batalla de Medina de Rioseco el 14 de julio de 1808 y en la campaña  hasta la disolución del cuerpo en Logroño, pasando entonces al ejército del Centro. Finalmente solicitó, alegando razones de salud, su licencia y traslado a Buenos Aires.
Cuando llegó a Buenos Aires se integró al cuerpo de Blandengues de la Frontera. El 10 de julio de 1810 solicitó permiso para "pasar al Paraguay á ver a su familia y arreglar sus intereses".  El 30 de julio, el coronel del regimiento de la Patria acompañó una propuesta de empleo de sargento mayor a su favor.

## Expedición militar al Paraguay

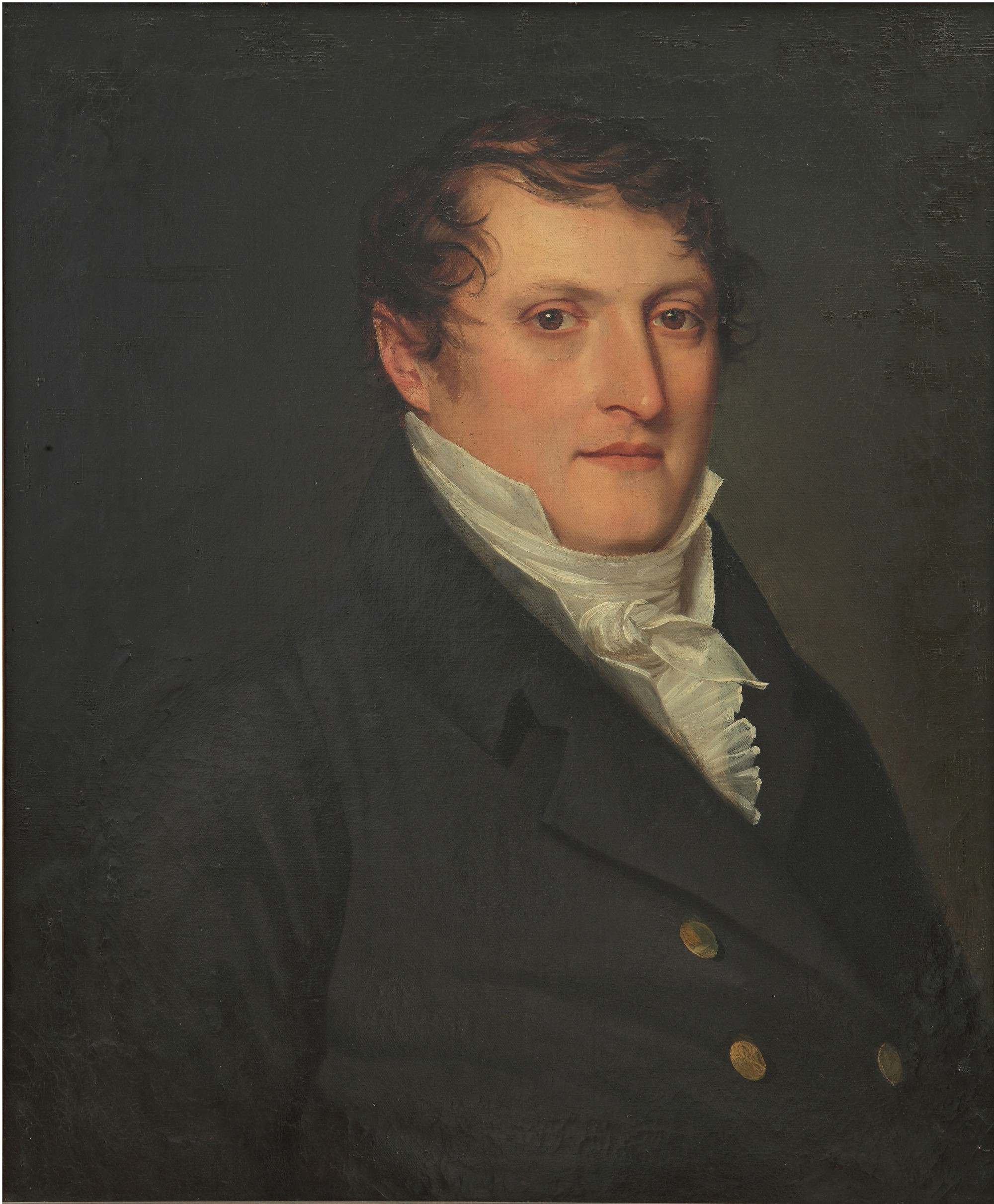
Manuel Belgrano, jefe de la expedición militar al Paraguay.

Si bien la mayoría de las ciudades del Virreinato del Río de la Plata adhirieron a la Junta de Buenos Aires, la provincia del Paraguay, por decisión del congreso del 24 de julio de 1810, decidió reconocer al Consejo de Regencia. Tras el fracaso de la misión del coronel paraguayo José de Espínola y Peña la Junta tomó diversas medidas económicas y políticas contra la Provincia del Paraguay entre ellas el envío de una expedición militar que puso al mando de Manuel Belgrano. Machain fue nombrado como su mayor general y comandante de la 1.º división (bandera roja).
Tras una dura marcha desde la Bajada (hoy ciudad de Paraná), el 19 de diciembre de 1810,  Belgrano cruzó el río Paraná desde Candelaria (Misiones) y capturó, prácticamente sin combatir, la guardia avanzada de Campichuelo al otro lado del río.
El 25 de diciembre de 1810, con fuerzas numéricamente inferiores pero mejor armadas y adiestradas, Belgrano inició el avance hacia la capital paraguaya. El esperado apoyo de la población no se produjo pues siguiendo el plan estratégico del gobernador Velasco, éstas huían sin dejar recurso alguno a la fuerza invasora. A mediados del mes de enero ambos ejércitos se encontraron en Paraguarí, a 62 km de Asunción, donde Velasco concentró una fuerza de aproximadamente 5500 hombres. Tras infructuosos intentos de Belgrano por promover la causa se produjo la batalla de Paraguarí.

### Batalla de Paraguarí
El 15 de enero de 1811 las fuerzas de la junta de Buenos Aires llegaron al cerro Mba'e (luego llamado "cerro porteño") a 6 km del pueblo de Paraguari. Desde ahí Belgrano observó gran cantidad de fuerzas enemigas posicionadas detrás del arroyo Yukyry lo que indicaba que esa era la posición elegida por el gobernador Velasco para frenar su avance hacia Asunción. Planeó enviar a Machain con 200 hombres y 2 cañones en un ataque nocturno sin haber hecho previamente un reconocimiento cierto de las fuerzas enemigas. Ese ataque nocturno no se realizó. A posteriori, el general Paz comentaría en sus memorias: "¡Rara operación! ¡Pobre mayor general [Machain]!".

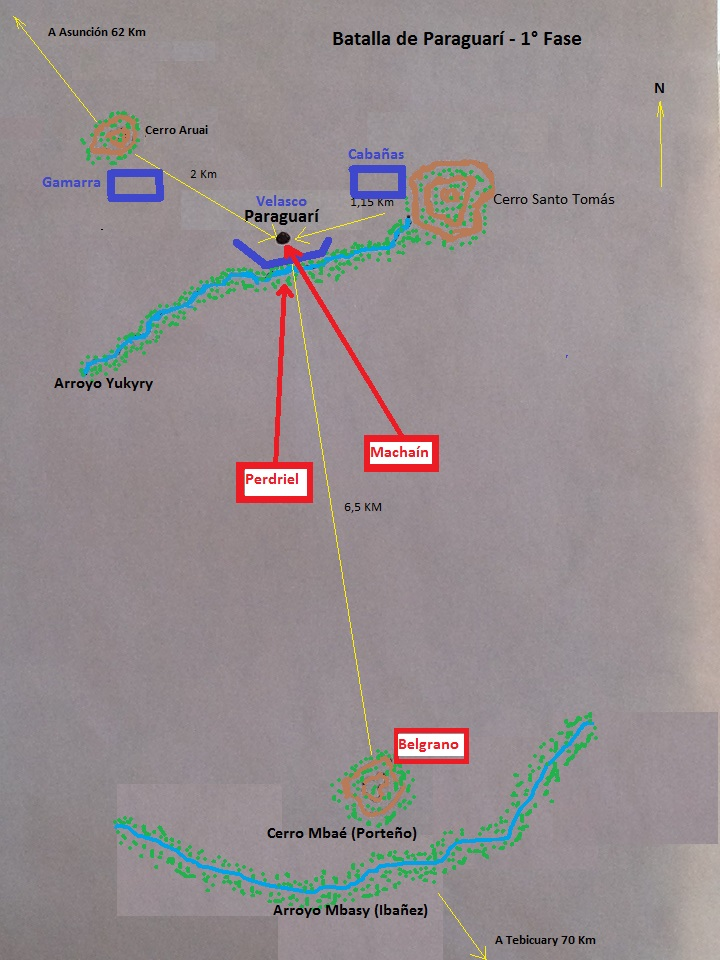
Batalla de Paraguarí.Primera fase.
Rojo: fuerzas de Belgrano.
Azul: fuerzas de Velasco

En la madrugada del 19 de enero Machain, al mando de más de 600 hombres y cuatro cañones inició la marcha de aproximación a las posiciones enemigas chocando al amanecer con fuerzas paraguayas que también avanzaban en sentido contrario. El ataque hizo retroceder a las fuerzas paraguayas que se dispersaron por los bosques linderos al arroyo Yukyrý. Machain ordenó entonces a Perdriel que se mantuviera en la brecha abierta y él continuó el avance. Pero parte de sus fuerzas, a cargo de Ramón Espínola y Peña, se adelantaron y entraron a Paraguarí y casi capturaron al gobernador Velasco que tuvo que huir hacia la cordillera de los Altos. Al mismo tiempo que estas fuerzas dispersas por el pueblo eran cercadas por la caballería al mando de Cabañas, Machain comenzó a recibir un nutrido fuego de artillería y fusilaría desde los flancos y comenzó a quedarse sin municiones por lo que pidió ayuda a Belgrano situado a 6 km del lugar. Habiendo perdido contacto con la avanzada, que sin órdenes se dedicó a saquear el pueblo y el cuartel de Velasco, y con Perdriel inoperante en su retaguardia, Machain ordenó el repliegue general. En la retirada, a medio camino hacia el cerro Mba'e, se le sumó Francisco Saenz con 60 hombres, única reserva existente. Más adelante, encontró a Belgrano que acudía con municiones y un cañón. Este le ordenó detenerse y contraatacar para intentar salvar a los cercados. Pero Machain nada pudo hacer frente a la aparición de las fuerzas de caballería de Gamarra que desde el oeste se sumaron a la batalla y estaban ocupando el arroyo Yukyry. Dado que los que estaban cercados en Paraguari ya no combatían y viendo el agotamiento de sus soldados ordenó la retirada general. Según Belgrano, que observó toda la batalla desde el cerro Mbaé, Machain y otros oficiales no solo no "llevaron a todo efecto" el segundo ataque sino que se dejaron apoderar del miedo al oír al capitán de artillería José Ramón Elorga de que una columna enemiga los iba a cortar, por lo que después de una reunión evaluativa con todos ellos, no tuvo otra opción que iniciar la retirada con todo su ejército hacia el río Tebicuary la que no pararía hasta el río Tacuarí.
En el ataque a Paraguarí, las fuerzas que comandaba Machain tuvieron el 20% de pérdida en hombres,  el 50% en artillería y gran cantidad de fusiles pasaron al parque enemigo que se incrementó en un 30%. El general José María Paz, en sus Memorias, calificó esta batalla como el "descalabro de Paraguarí".

### Batalla de Tacuarí

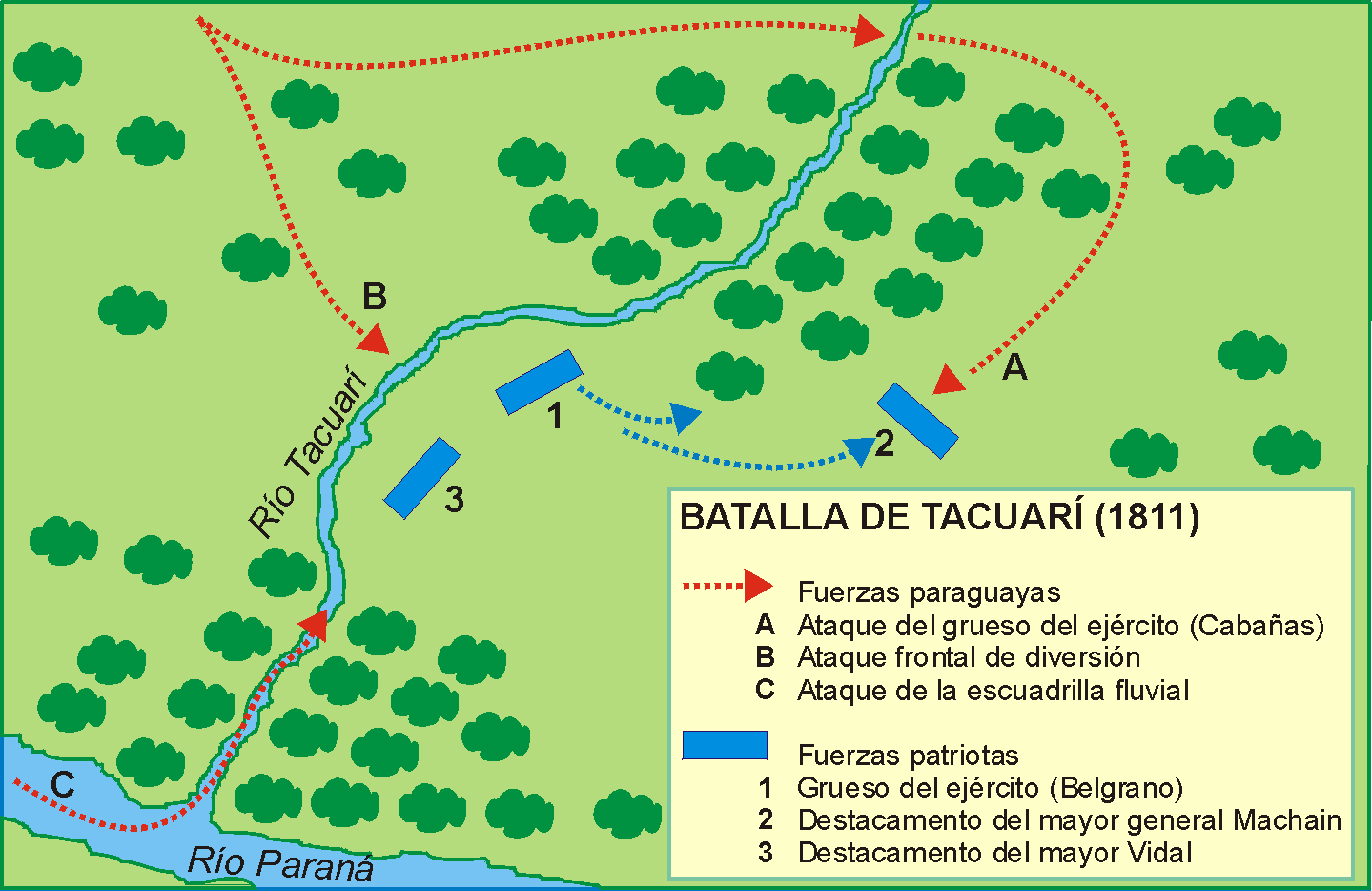
Batalla de Tacuarí.

Las fuerzas paraguayas al mando de Manuel Atanasio Cabañas, Fulgencio Yegros y Juan Manuel Gamarra realizaron una persecución indirecta o paralela sobre las fuerzas de Belgrano en retirada. Cuando este se detuvo y se posicionó defensivamente en las orillas del Río Tacuarí, Cabañas decidió atacarlo en forma envolvente. A tal efecto construyó un puente a unos 10 km río arriba para cruzar la fuerza principal compuesta de unos 1000 hombres más artillería. Superado el río y por una picada abierta en la selva esta fuerza atacaría el ala derecha enemiga. El ataque estaría sincronizado con la presencia de una flotilla de botes que subirían desde el río Paraná por el ala izquierda que juntos con la artillería, infantería y caballería ubicada en el centro procurarían distraer y fijar al grueso del ejército de Belgrano que controlaba el paso del río.
El 8 de marzo se terminó de construir el puente y comenzaron a pasar las tropas paraguayas. Al amanecer del día siguiente la artillería bombardeó las posiciones de Belgrano en el centro mientras en el flanco izquierdo  la flotilla fue rechazada por el mayor Celestino Vidal. En el flanco derecho, la sorpresiva aparición de las avanzadas paraguayas en el pueblito de Tupá-ray obligó a Belgrano a enviar con urgencia a Machain con 150 hombres y 2 cañones para detener ese imprevisto envolvimiento. Posicionado en tres isletas de monte, Machain frenó en forma "obstinada" el avance enemigo por un tiempo pero fue sobrepasado por el ataque frontal de la infantería y caballería. Luego de una lucha cuerpo a cuerpo tuvo que rendirse. Nuevamente Belgrano descargó la responsabilidad del resultado en Machain. "[El enemigo] seguramente hubiera sido rechazado si el Mayor General [Machain] a quien mandé a contenerlo no se hubiera emboscado del modo más ridículo y puesto a las tropas que llevaba en disposición de ser tomadas". Más adelante agregó: 

He sido desgraciado en tener un Mayor General enteramente ignorante de la facultad y, no se si me atreva a decir, cobarde; y oficiales y soldados con la última calidad en abundancia [...]
Belgrano a la Junta, Candelaria, 15 de marzo de 1811 (Instituto Belgraniano Central, 1982, p. 511)

 Se intentó justificar estos comentarios de Belgrano adjudicándolos a las circunstancias del momento pero lo cierto es que en sus Memorias, escritas años después, siguió insistió en lo mismo pese a que para entonces Machain ya había sido exonerado de culpa y cargo.

### Carta a Belgrano

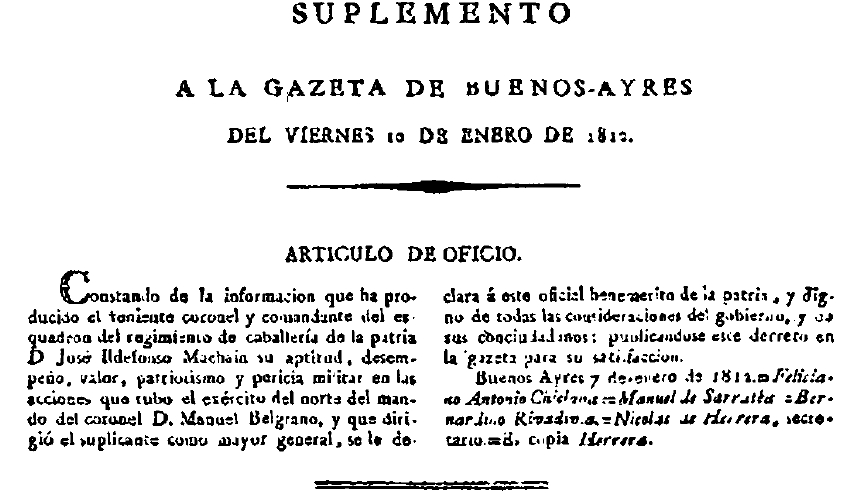
Gazeta de Buenos-Ayres, reconocimiento a Machain.

El 18 de marzo de 1811, Machain envió,  por intermedio de Antonio Tomás Yegros, una carta a Belgrano donde le comunicaba, en su calidad de prisionero, que había recibido "buen trato, agasajo y cariño" de parte del teniente coronel Cabañas (que menciona con el grado de general) y demás oficiales paraguayos en función de la "unión y fraternidad que reinará en adelante entre las dos provincias (sic) instando a Belgrano hacer lo mismo para que se "verifiquen unas ideas tan satisfactorias". La respuesta de Belgrano fue que él haría "cuanto sacrificio este a mi alcance por la unión de la provincia del Paraguay a las demás del Río de la Plata" eludiendo así todo compromiso de un acuerdo entre Buenos Aires y Asunción que pudiera realizarse en un pie de igualdad entre las partes. Un mes después Velasco autorizó al hermano de José Ildefonso, el capitán de Miñones Juan José de Machain a visitar a su hermano en prisión. A partir de entonces fue engrillado.

## Traslado a Montevideo y canje de prisioneros
En Pilar, José Ildefonso Machaín fue embarcado, junto con los demás prisioneros que venían de Asunción, rumbo a Montevideo. Allí estuvo detenido en la fragata Efigenia juntamente con los capitanes Ignacio Warnes, Saturnino Sarasa y Francisco Castellanos. Un oficial de esa unidad le hizo saber del estado lamentable en que se encontraban los otros oficiales detenidos en la cárcel de Montevideo por lo que juntamente con Warnes solicitaron hablar con el virrey para que los enviaran a Buenos Aires para solicitar un canje de prisioneros. El virrey aceptó la solicitud con la promesa de que en caso de fracaso volverían a Montevideo. Rondeau nombró a José Alberto Cálcena y Echeverría, tío de José Ildefonso Machain, para que ambos negociaran un acuerdo con el virrey. De esta manera los oficiales capturados en el Paraguay volvieron finalmente a Buenos Aires.

## Marcha a la Banda Oriental
El 11 de septiembre de 1811, Machain partió de Buenos Aires con un regimiento de granaderos rumbo a la Banda Oriental. El mismo estaba al mando del coronel Juan Florencio Terrada. El día 14, un chasqui que venía de Buenos Aires se cruzó con la columna llevando una orden del gobierno para el batallón del regimiento N* 4, que no pertenecía a la columna y que se encontraba más alejado, a unos dos días de marcha, regresara a Buenos Aires debido a una posible sublevación que estaba en marcha en la capital. Ante esta extraña situación, Terrada ordenó al teniente Juan Mármol que volviera a la capital en búsqueda de noticias. A su regreso Mármol informó que en Buenos Aires corría el rumor de que en la columna había descontento y división debido a supuestas diferencias entre Terrada y Machain. El día 16, en las cercanías del fortín Areco, se incorporaron a la columna dos compañías de Patricios y el ya citado batallón del regimiento  N* 4 más un piquete de pardos. El 27, en la orden del día, se reconoció a Machain como segundo de Terrada. El 28 a la noche, estando en las cercanías de Coronda, se recibió la noticia de que se había realizado un cabildo abierto en la capital y del desplazamiento y destierro de Joaquín Campana, secretario de la Junta. El 30 de septiembre la columna llegó a Santa Fe. Ese día un chasqui de Buenos Aires informó que un nuevo gobierno se había instalado en la capital. Las tropas ya estaban en La Bajada cuando el lunes 7 de noviembre llegó una orden del gobierno para que esas fuerzas volvieran y se quedaran en Santa Fe hasta nueva orden. El 29 de octubre, Belgrano y su comitiva desembarcaron en Santa Fe. Provenían de la misión diplomática realizada en Asunción donde habían firmado el tratado del 12 de octubre de 1811. Machain los acompañó con otros oficiales hasta el convento de Santo Domingo donde pasaron la noche para continuar a Buenos Aires al día siguiente. Al anochecer del 4 de noviembre un chasqui proveniente de Buenos Aires trajo la noticia del acuerdo con Montevideo y la orden de que debían volver a la capital por el rio Paraná. El 8 de noviembre de 1811 se embarcaron los últimos soldados.

## Juicio
Vuelto Machain a Buenos Aires enfrentó un sumario por su actuación en la batalla de Tacuarí. Tras la investigación, y pese a los comentarios desfavorables y hasta injuriosos de Belgrano en sus oficios a la Junta, en el “suplemento” a la Gazeta del 10 de enero de 1812 se publicó, para “satisfacción” del interesado, la resolución del gobierno del 7 de enero por la cual se reconocía al teniente coronel José Ildefonso Machain por su “aptitud, desempeño, valor, patriotismo y pericia militar” en las acciones que el Ejército del Norte realizó en la provincia del Paraguay, por lo que fue declarado "benemérito de la Patria y digno de todas las consideraciones del gobierno y sus ciudadanos".

## Regreso al Paraguay
El día anterior a la publicación del resultado del sumario, solicitó y obtuvo la licencia absoluta del servicio militar y el permiso para regresar a Asunción. Al poco tiempo de volver a su ciudad natal, se casó con Francisca de Aguiar, parienta suya, con quien tuvo numerosos hijos: Águeda, Juan José, Juan Bautista, Gregorio, José Alberto, Carmen, Magdalena y Petrona de Machain y Aguiar.
La situación política en la capital paraguaya no le era favorable. Si bien durante el gobierno del doctor José Gaspar Rodríguez de Francia su familia, y especialmente su hermano, el capitán Juan José de Machain Calcena, fueron acusados de conspirar contra el gobierno, José Ildefonso nunca fue molestado personalmente ni en sus negocios. En agosto de 1815 figuró como apoderado de Fernando de la Mora, vocal de la junta que había sido expulsado por traidor y borracho, en la quiebra del comerciante español José María Perina. Ambos, Mora y Machain fueron los más prósperos fabricantes rurales en el valle de Tapúa, a 22 km de Asunción, localidad que después se conocería como Limpio. Muchos años después, comenta el general José María Paz, se seguía considerando en el Paraguay a Machain como el traidor que había venido junto con Belgrano. El 19 de agosto de 1857, en la campaña de desprestigio contra el gobierno paraguayo de entonces, gimnasia llevada a cabo en los periódicos de Buenos Aires como preparatoria de lo que sería después la Guerra de la Triple Alianza, Manuel Peña y José Serapio Machain, escondidos bajo el seudónimo de "un paraguayo", se quejaban de que nadie en el Paraguay reconocía a José Ildefonso Machain como "libertador" de su país por haber acompañado a Belgrano en su campaña militar.
El mayor general Machain vivió sus últimos años retraído en su hogar de Asunción dedicado a la lectura. 
Falleció a los 71 años, el 9 de enero de 1849.
Una calle de la ciudad de Buenos Aires, que corre entre las avenidas Congreso y General Paz, lleva su nombre desde 1893.
En Lanús Oeste, también existe una calle que lleva su nombre. La misma nace desde la avenida principal de Lanús, Av. 25 de Mayo.